# Bryce Tryon
Bryce Tryon (15 de julio de 2000) es un deportista estadounidense que compite en ciclismo en la modalidad de BMX estilo libre. Consiguió dos medallas en los X Games, en los años 2021 y 2025.

## Medallero internacional
| \| X Games de Verano \| X Games de Verano \| X Games de Verano \| X Games de Verano \| \| Año \| Lugar \| Medalla \| Prueba \| \| ----------------- \| ------------------------------- \| ----------------- \| -------------------- \| \| 2021 \| California (Estados Unidos) \| Medalla de plata \| Dirt \| \| 2025 \| Salt Lake City (Estados Unidos) \| Medalla de bronce \| Parque – Mejor truco \| |                                 |                   |                      |
| X Games de Verano |                                 |                   |                      |
| Año | Lugar                           | Medalla           | Prueba               |
| 2021 | California (Estados Unidos)     | Medalla de plata  | Dirt                 |
| 2025 | Salt Lake City (Estados Unidos) | Medalla de bronce | Parque – Mejor truco |